# Mašelj
Mašelj – wieś w Słowenii, w gminie Semič. Przynajmniej od 2008 roku pozostawała niezamieszkana.